# Auriac-de-Bourzac
Auriac-de-Bourzac ist eine Ortschaft und eine frühere französische Gemeinde mit zuletzt 157 Einwohnern (Stand 1968) im Département Dordogne in der Region Nouvelle-Aquitaine (vor 2016: Aquitanien). 
Am 1. Januar 1973 wurde die Gemeinde in die Gemeinde Nanteuil-de-Bourzac eingegliedert, die fortan den Namen Nanteuil-Auriac-de-Bourzac trägt.
Der Name in der okzitanischen Sprache lautet Auriac de Borzac. Die beiden Namensteile leiten sich aus Namen der Besitzer „Aureus“ bzw. „Bursius“ oder „Burtius“ von Landgütern in gallorömischer Zeit ab.

## Geographie
Auriac-de-Bourzac liegt ca. 45 km nordwestlich von Périgueux in der Region Ribéracois der historischen Provinz Périgord an der westliche Grenze zum benachbarten Département Charente.

## Toponymie
Toponyme und Erwähnungen von Auriac-de-Bourzac waren:
- Auriac (Kirchenregister),
- Auriacum (1365, Schriftensammlung des Abbé de Lespine),
- Auriac (1750, 1793 und 1801, Karte von Cassini, Notice Communale bzw. Bulletin des Lois),
- Auriac-de-Bourzac (1873, Dictionnaire topographique du département de la Dordogne).[4][5][1]

## Einwohnerentwicklung
Nach Beginn der Aufzeichnungen stieg die Einwohnerzahl bis zur Mitte des 19. Jahrhunderts auf einen Höchststand von rund 510. In der Folgezeit sank die Einwohnerzahl bei kurzen Erholungsphasen bis zur Eingemeindung auf 157 Einwohner.